# Sophoreae
Sophoreae je tribus (seskupení rodů) podčeledi Faboideae čeledi bobovité dvouděložných rostlin. Jsou většinou to dřeviny a liány se zpeřenými listy a motýlovitými až téměř pravidelnými květy. Tribus zahrnuje asi 400 druhů ve 48 rodech a je rozšířen zejména v tropech a subtropech. V České republice se pěstuje jerlín japonský a řidčeji i jiné druhy jako okrasné dřeviny.

## Popis
Zástupci tribu Sophoreae jsou stromy, keře a liány, výjimečně byliny. Listy jsou zpeřené, jednolisté nebo dlanitě trojčetné. Květy jsou uspořádány ve vrcholových nebo úžlabních hroznech či latách. Kalich je zakončen 5 laloky nebo zuby, výjimečně je uťatý. Koruna je motýlovitá nebo jsou si korunní lístky tvarově podobné. Korunních lístků je většinou 5, výjimečně méně. Tyčinek je většinou 10, řidčeji jiný počet (6 až 30) a jsou volné nebo srostlé ve spodní části. Semeník obsahuje 1 nebo několik vajíček. Plodem jsou lusky rozličných podob, nepukavé nebo nepukající 2 chlopněmi, v některých případech křídlaté. Semena jsou kulovitá, eliptická nebo ledvinovitá a u některých zástupců mají míšek.

## Rozšíření
Tribus Sophoreae zahrnuje 48 rodů a asi 400 druhů. Největší rody jsou Ormosia (asi 130 druhů), jerlín (Sophora, 50) a Baphia (47 druhů).
Zástupci tribu Sophoreae jsou rozšířeni zejména v tropech a subtropech po celém světě, některé druhy se vyskytují i v mírném pásu.
V Evropě není žádný druh původní. Některé druhy se v České republice pěstují jako okrasné dřeviny, ve volné přírodě však nezplaňují.

## Zástupci
- jerlín (Sophora)
- kápatka (Baphia)
- kaštanovka (Castanospermum)
- křehovětvec (Cladrastis)
- mákie (Maackia)
- svécie (Sweetia)
- vonodřev (Myroxylon)

## Význam
Jerlín japonský (Sophora japonica) je v České republice vysazován zejména ve městech jako okrasná dřevina. V botanických zahradách a arboretech se pěstuje křehovětvec žlutý (Cladrastis lutea) a mákie amurská (Maackia amurensis). Strom Castanospermum australe poskytuje v Austrálii ceněné dřevo. V ČR jsou občas mladé semenáče tohoto stromu prodávány jako pokojová rostlina, nejčastěji pod zavádějícím názvem australský kaštan.

## Přehled rodů
Acosmium, Airyantha, Alexa, Ammodendron, Ammothamnus, Amphimas, Angylocalyx, Baphia, Baphiastrum, Bolusanthus, Bowdichia, Bowringia, Cadia, Calia, Camoensia, Castanospermum, Cladrastis, Clathrotropis, Dalhousiea, Dicraeopetalum, Diplotropis, Dussia, Guianodendron, Haplormosia, Leptolobium, Leucomphalos, Luetzelburgia, Maackia, Monopteryx, Myrocarpus, Myrospermum, Myroxylon, Neoharmsia, Ormosia, Panurea, Pericopsis, Petaladenium, Platycelyphium, Sakoanala, Salweenia, Sophora, Spirotropis, Staminodianthus, Styphnolobium, Sweetia, Uleanthus, Uribea, Xanthocercis